# Vladimir Korolenko
Vladimir Galaktionovici Korolenko (în ucraineană Володимир Галактионович Короленко, Volodymyr Halaktyonovych Korolenko; în rusă Владимир Галактионович Короленко, n. 27 iulie 1853 - d. 25 decembrie 1921) a fost un scriitor, jurnalist rus și activist pentru drepturile omului.
S-a format sub influența revoluționarilor ruși și a narodnicismului.
Este considerat un maestru al prozei scurte.
A scris nuvele străbătute de aspirația umanistă spre dreptate și lumină, evocând tristețea cu discretă seninătate, fraternitatea cu oamenii simpli, dragostea pentru artă, poezia naturii.

## Scrieri
- 1885: Visul lui Makar ("Son Makara")
- 1886: Pădurea foșnește ("Les șumit")
- 1887: Muzicantul orb ("Slepoi muzîkant")
- 1906/1922: Istoria unui contemporan ("Istoriia moego sovremennika").

A editat revista Russkoe bogatstvo.
1. ↑  CONOR.SI[*] Verificați valoarea |titlelink= (ajutor)